# Judge (Band)
Judge ist eine US-Hardcore-Punk-Band aus New York City. Sie gilt als eine der prägendsten Gruppen der New-Yorker-Straight-Edge-Szene und existierte von 1987 bis 1991. 2013 wurde die Reunion bekannt gegeben.

## Geschichte
Nachdem Mike Ferraro bei Youth of Today ausstieg, gründete er zusammen mit John Porcell (ebenfalls Youth of Today/Project X) die Gruppe Judge. Die erste Single New York Crew wurde von ihm am Schlagzeug und Gesang und Porcell an Bass und E-Gitarre alleine eingespielt und ursprünglich auf Porcells Label Schism veröffentlicht. Im Underground kam der Hardcore Punk mit Einflüssen aus Metal und Oi! in Kombination mit militanten, harten Texten sehr gut an. Insbesondere die Coverversion des Blitz-Liedes Warriors sowie der Titelsong sollten Liveklassiker werden.
Man unterschrieb dann bei Revelation Records und veröffentlichte die Single in einer neu eingespielten Version unter der Regie von Don Fury. Für das erste Album stieg Sammy Siegler (der Nachfolger von Ferraro bei Youth of Today) ein. Die erste eingespielte Version war sehr schlecht, da die Band unter Zugzwang stand: Porcell hatte eine länger andauernde Europatournee mit Youth of Today vor sich. Die Band verwarf diese Version, doch die Plattenfirma brachte sie eigenmächtig unter dem Titel Chung King Can Suck it heraus. Die eigentliche Debüt-LP Bringing It Down erschien kurze Zeit später, produziert von Don Fury und mit Matt Pinkus am Bass.
Auf einer groß angelegten Tournee kam es immer wieder zu Ausschreitungen. Viele Gigs endeten in wüsten Schlägereien und mussten abgebrochen werden. Angeekelt von der Hardcore-Szene und der Geschäftspolitik von Revelation Records entschied sich Ferraro, die Gruppe aufzulösen. Eine EP namens There Will Be Quiet inklusive Led-Zeppelin-Cover When the Levy Breaks wurde die letzte Veröffentlichung der Gruppe.
2005 erschien eine Diskografie-CD unter dem Titel What It Meant: The Complete Discography über Revelation Records. Später brachte Mike Ferraro unter dem Namen Mike Judge and Old Smoke ein Akustikalbum namens Sights auf Revelation Records heraus. John Porcell gründete 2009 die Band Bringing It Down, die live vor allem Judge-Songs coverte. 2009 war die Gruppe mit Bold auf Europatournee.
Seit 2013 tritt die Band in unregelmäßigen Abständen auf und absolviert gelegentlich kleinere Tourneen. Das Line-up wurde ergänzt um einen zweiten Gitarristen in Form von Charlie Garriga (ex-CIV, ex-Quicksand), der parallel auch bei den Gorilla Biscuits spielt.

## Diskografie

### Reguläre Veröffentlichungen
- 1988: New York Crew (EP, Schism)
- 1989: Chung King Can Suck It (Revelation Records)
- 1989: Bringing It Down (Revelation)
- 1991: There Will Be Quiet... (EP, Revelation)

### Kompilationen
- 1992: No Apologies – The "Chung King" Sessions (Lost and Found Records)
- 2005: What It Meant – The Complete Discography (Revelation)